# Bazilica Sfântul Andrei din Komárno
Bazilica Sfântul Andrei (în slovacă Bazilika svätého Ondreja, în maghiară Szent András-bazilika) este o biserică romano-catolică din orașul Komárno, aflat în sudul Slovaciei. Se află la intersecția străzilor Svätoondrejská, Palatínova și Školská, vizavi de Muzeul Dunării (Podunajské múzeum), și reprezintă unul dintre reperele orașului. Aspectul baroc al bisericii datează din perioada 1768-1771. Biserica se află pe lista monumentelor istorice ale orașului Komárno.

## Istoric
În secolul al X-lea ducii de Géiz (Géjz) au fondat aici o așezare cu numele Villa Sancta Andrea. Prima biserică de pe acest loc, în apropiere de Dunăre, a fost construită de iezuiți între anii 1674-1677. Turnul bisericii avea în același timp funcționalitatea de turn de veghe al orașului, iar în fața lui se afla o statuie de fier a Sf. Andrei, cu înălțimea de doi metri. Mai demult a existat un cimitir în jurul bisericii.
După încheierea ocupației otomane la sfârșitul secolului al XVII-lea, orașul Komárom a început să se dezvolte rapid și a devenit unul dintre cele mai mari orașe ale Ungariei (al patrulea cel mai mare oraș). Biserica devenise prea mică, iar consiliul orașului a decis construirea unei biserici noi și mai încăpătoare. Lucrările au început în 1719 și la 28 iunie 1723 a fost pusă piatra de fundație a noii biserici dedicate Sf. Andrei. Au fost folosite 800.000 de cărămizi din fortăreața Nové Zámky, care fusese demolată. Biserica a fost prost construită, iar o parte a ei s-a prăbușit pe 28 decembrie 1738. Potrivit tradiției, o căruță a lovit zidurile crăpate ale bisericii, provocând prăbușirea lor. Iezuiții au construit mai întâi o mănăstire în 1748 și un gimnaziu în 1749. Piatra de temelie a noii biserici a fost pusă pe 3 august 1748, iar lucrările de construcție au fost încheiate în 1756. Biserica a fost decorată cu fresce baroce realizate în 1760 de Franz Anton Maulbertsch. Cutremurul din 28 iunie 1763 a cauzat prăbușirea bisericii și a mănăstirii iezuite. Clădirea bisericii a fost restaurată de iezuiți în perioada 1768-1771, cu turnuri mai joase, iar frescele au fost refăcute de Johann Lucas Kracker. Cu toate acestea, iezuiții nu au putut să o folosească mult timp, din moment ce împăratul Iosif al II-lea a desființat ordinul iezuit în 1773. Biserica a fost încredințată apoi călugărilor benedictini de la Abația Pannonhalma, care s-au stabilit în mănăstire și au predat la gimnaziul local. După cutremurul din 1783 clopotul mare al bisericii a început să fie tras în fiecare după-amiază la ora 15 în semn de aducere aminte.
Incendiul puternic din 17 septembrie 1848 a distrus orașul aproape în întregime, rămânând intactă doar biserica Sf. Rozalia. Biserica Sf. Andrei a ars timp de trei zile, iar cele șapte clopote din turn s-au topit. Alte pagube au fost cauzate de îghețul din iarna anilor 1848-1849 și de bombardamentul masiv al armatei austriece din 1849. Lucrările de reparații ale bisericii au durat timp de 12 ani și s-au încheiat la 28 octombrie 1860, cu resfințirea bisericii de către János Scitovszky, arhiepiscopul de Esztergom. Biserica are începând de atunci un aspect baroc târziu cu elemente clasiciste. Fațada bisericii are două turnuri și este decorată cu statuete de sfinți. Pe zidul de est se află statuia Sfântului Florian și stema orașului. Într-una din capelele laterale este monumentul memorial al credincioșilor catolici căzuți în Primul Război Mondial, memorial realizat în 1931 de Gyula Berecz.
Biserica a fost lovită de grenade în timpul celui de-al Doilea Război Mondial, suferind mai multe avarii: deteriorarea acoperișului și spargerea unor vitralii. Interiorul bisericii a fost renovat în 1975 cu sprijinul statului, iar acoperișul a fost refăcut în perioada 1990-1992. În 2013 a fost renovată fațada bisericii și unul dintre turnurile sale. În amintirea marelui cutremur din 1763 clopotele sună în fiecare zi la ora 15:00. Biserica poate adăposti mai mult de 7.000 de credincioși și se află în prezent în jurisdicția canonică a Arhiepiscopiei de Trnava. Ea este renumită pentru buna sa acustică, adesea având loc aici concerte de orgă.
În 6 decembrie 2017 papa Francisc a ridicat Biserica Sf. Andrei din Komárno la rangul de basilica minor, fiind a doua biserică din Arhiepiscopia de Trnava care deține acest rang; proclamarea solemnă a avut loc în 22 aprilie 2018.

## Descriere

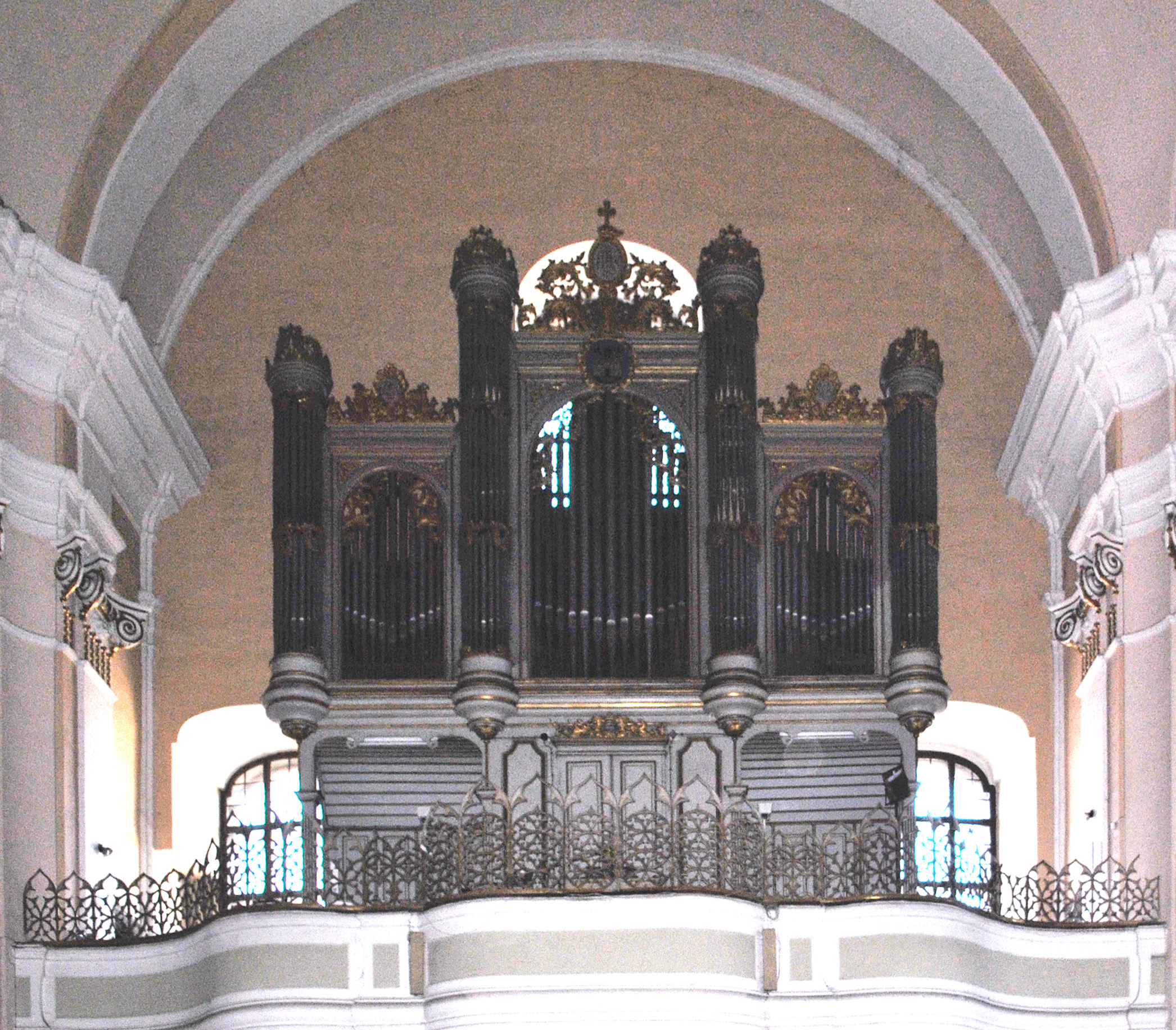
Orga lui Buckow

Cele mai importante elemente ale mobilierului bisericesc sunt altarul principal al lui Carl Petrus, care a fost confecționat între anii 1855 și 1860, și retablul monumental al apostolului Andrei realizat de Michelangelo Grigoletti. Mai pot fi menționate Capela Sfântului Mormânt și capela laterală a Madonei Negre, acesta din urmă fiind confecționată din abanos în stilul rococo între anii 1780 și 1810. Crucea a fost confecționată de Philipp Jakob Straub. Stațiunile căii crucii au fost proiectate de Gyula Berecz în 1935. În plus, bazilica este decorată cu multe fresce și vitralii din anii 1870.
Orga aflată în biserica este una dintre cele mai mari orgi din Slovacia și a fost instalată în 1864 de Carl Friedrich Ferdinand Buckow, care a murit aici.

## Imagini

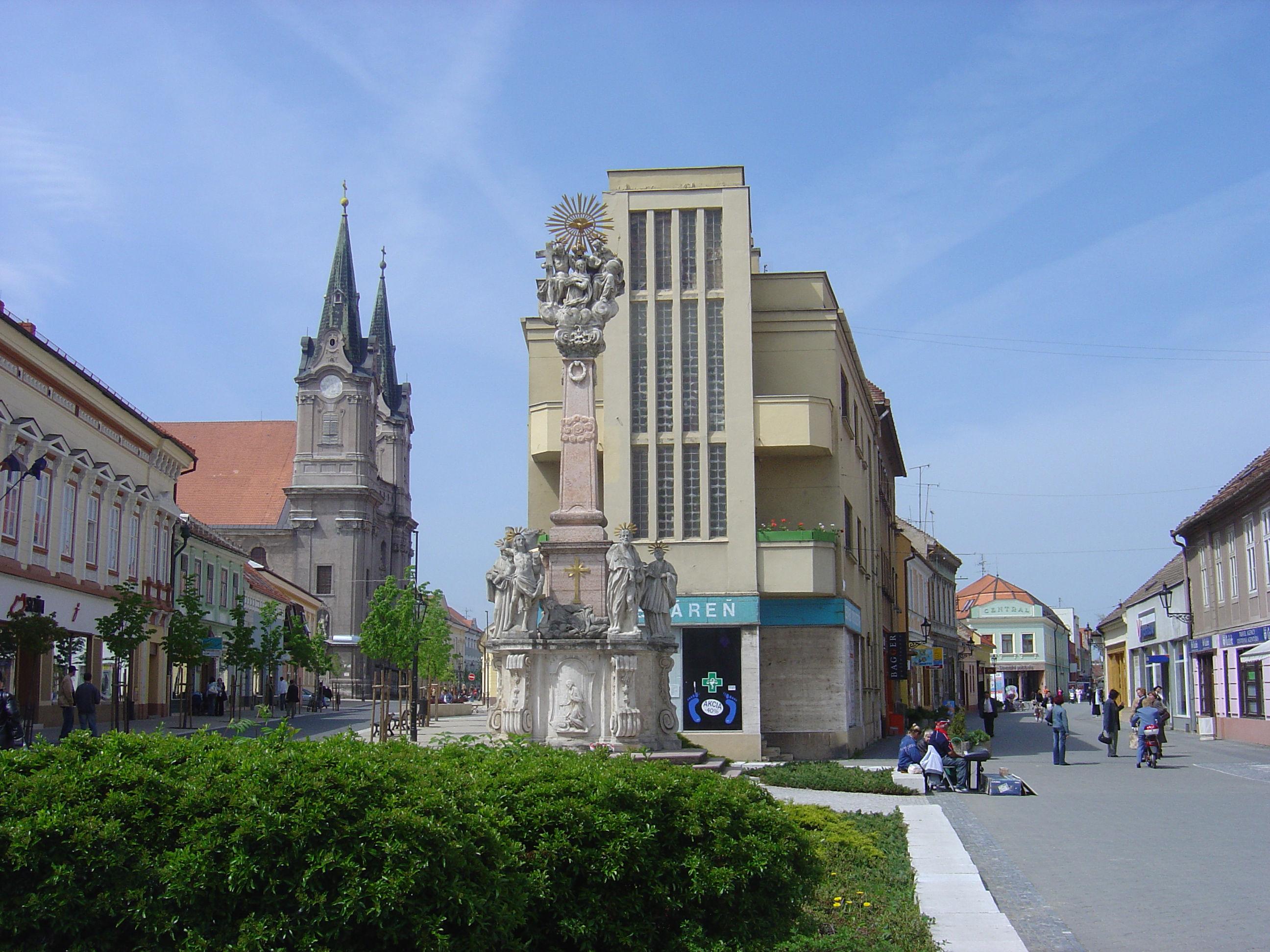
Zona centrală a orașului Komárno cu Bazilica Sf. Andrei și Coloana Sfintei Treimi
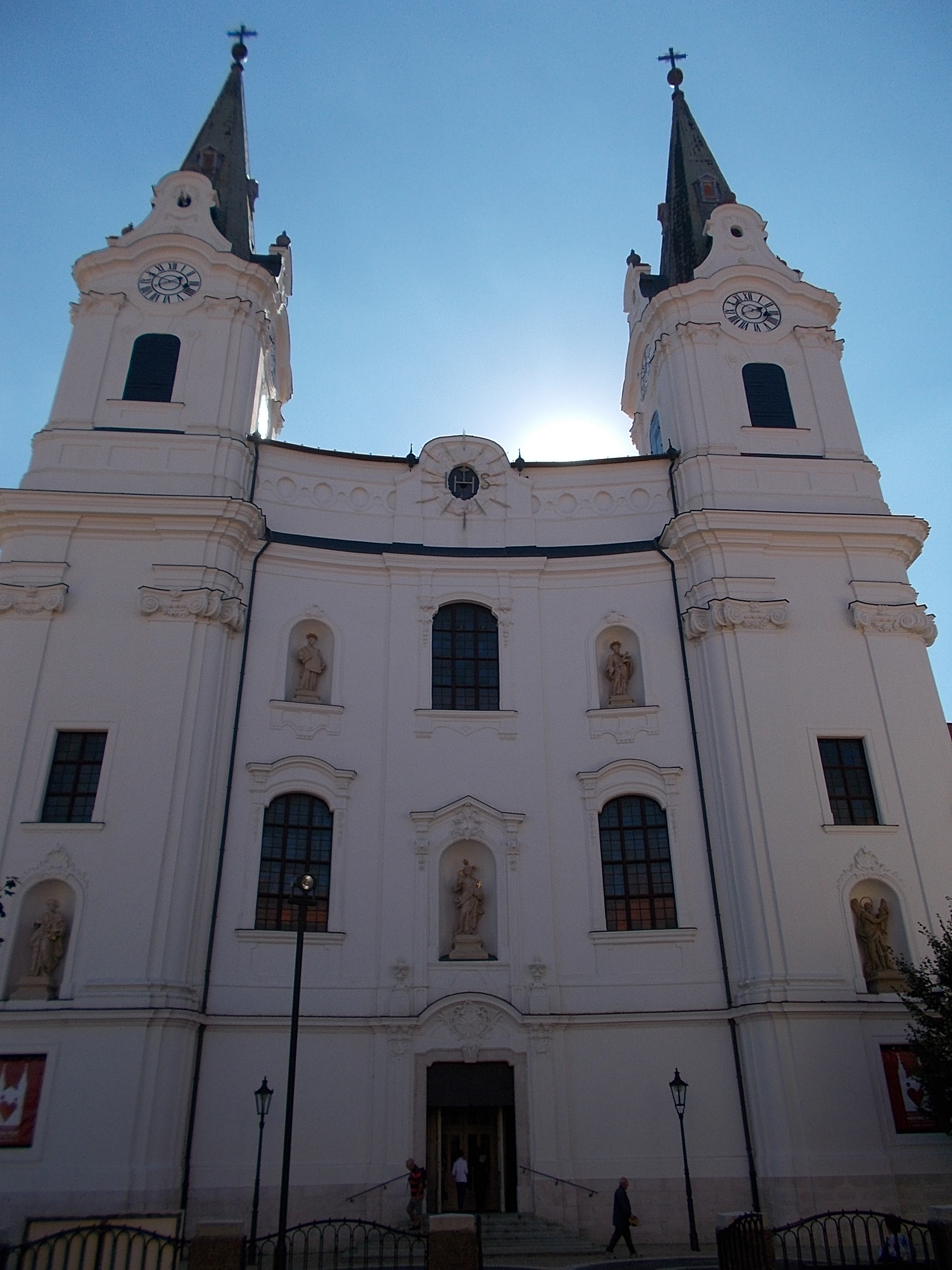
Fațada bisericii
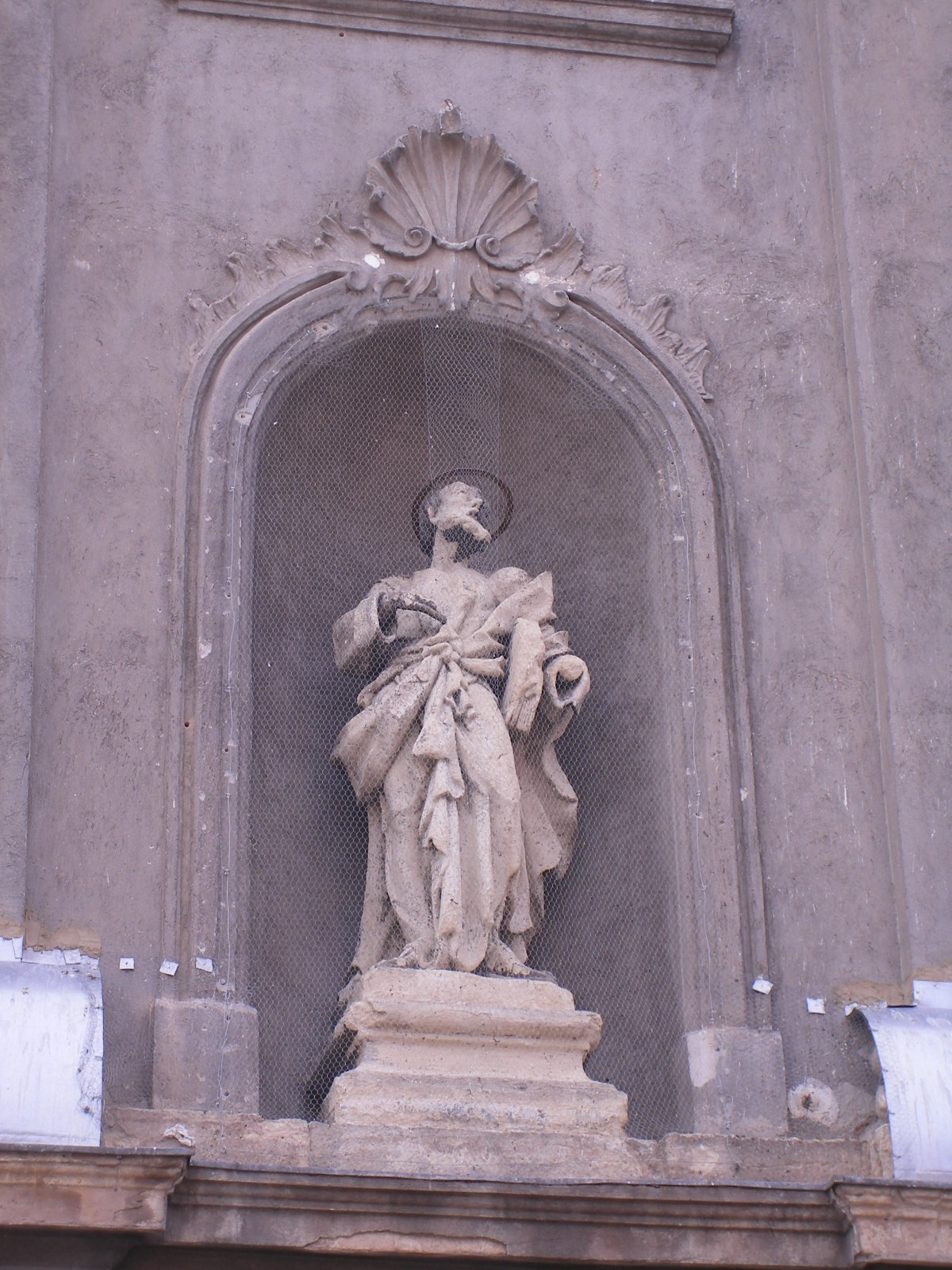
Detaliu al fațadei
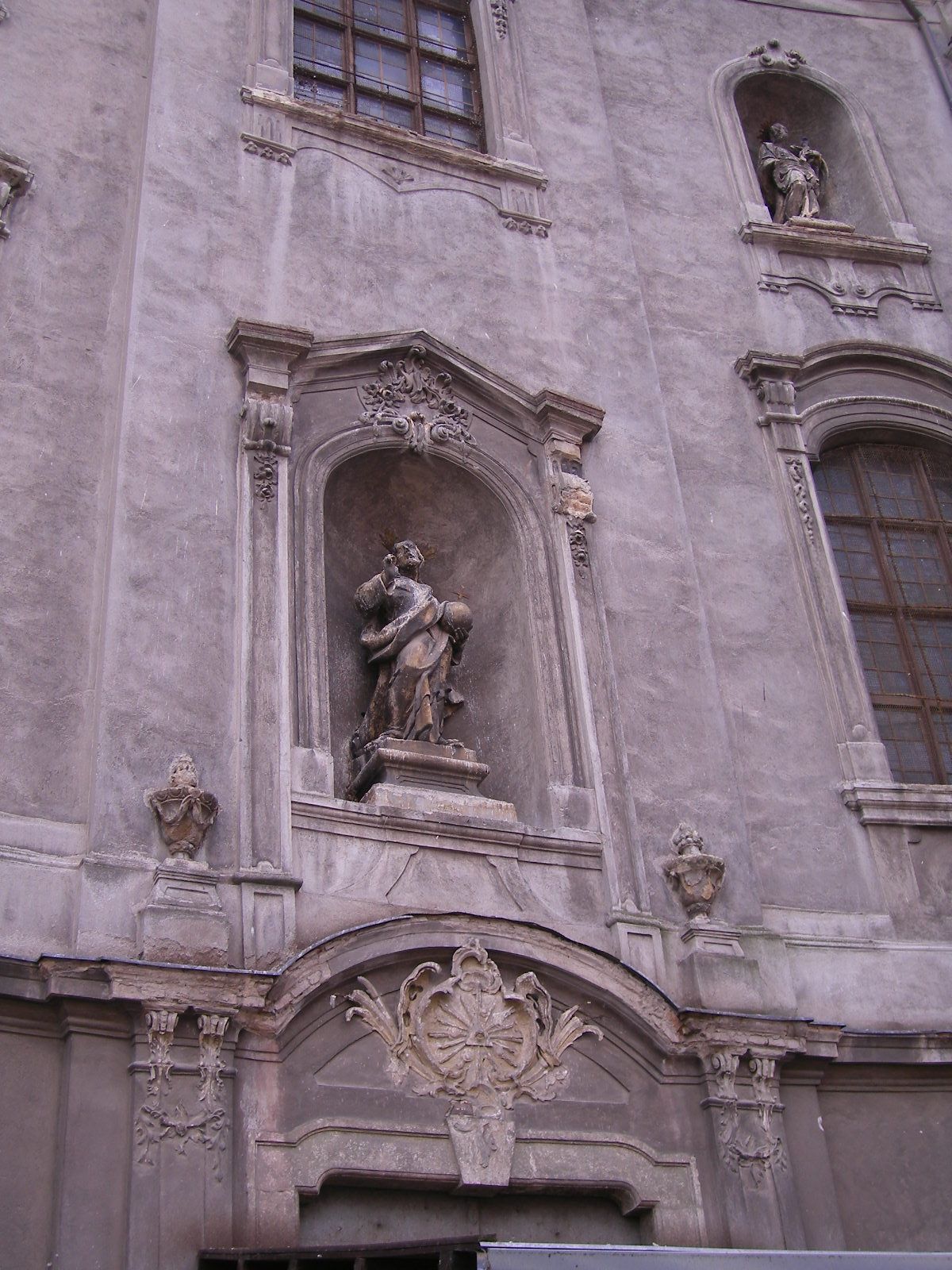
Detaliu al fațadei
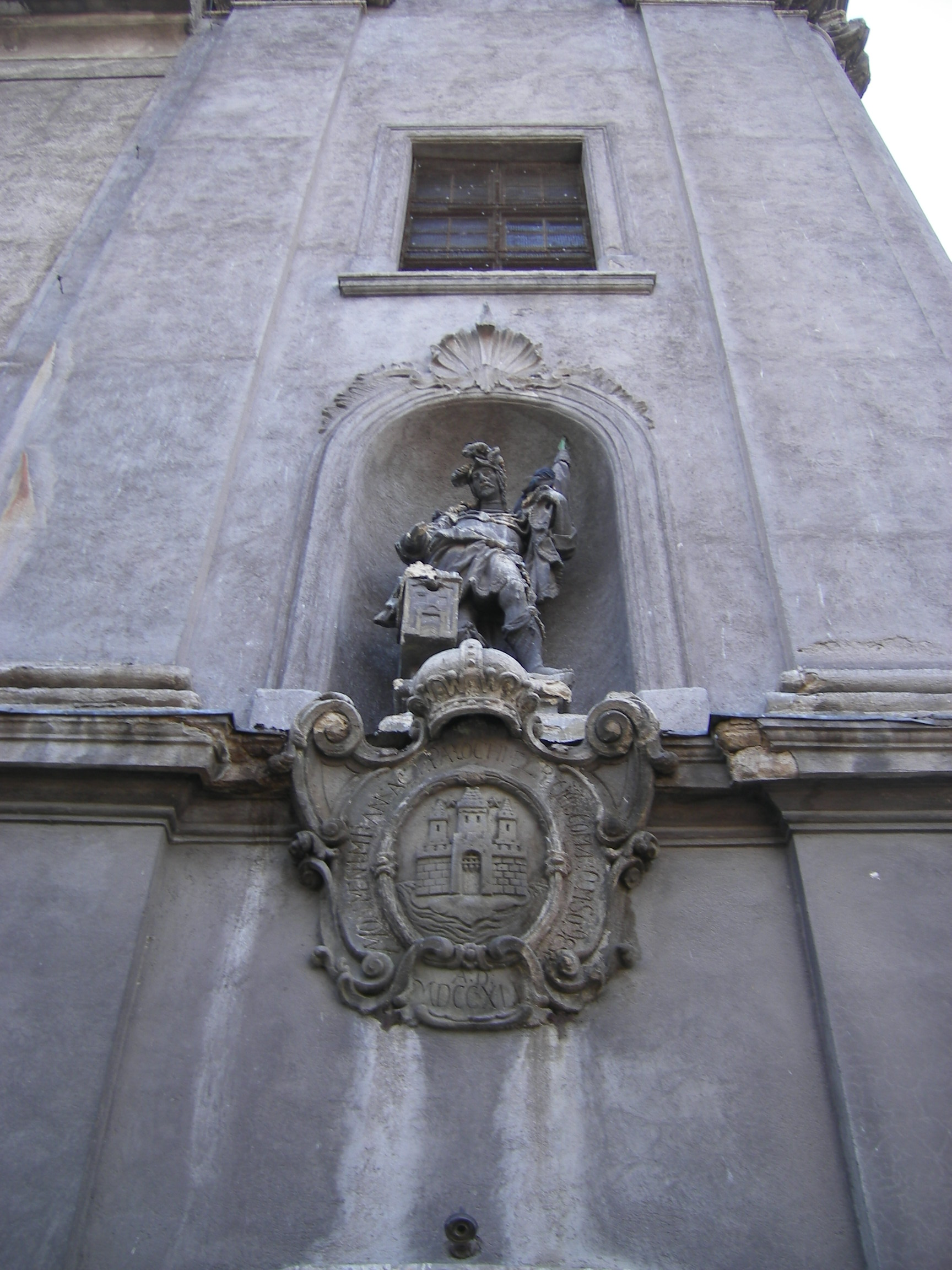
Statuia Sf. Florian
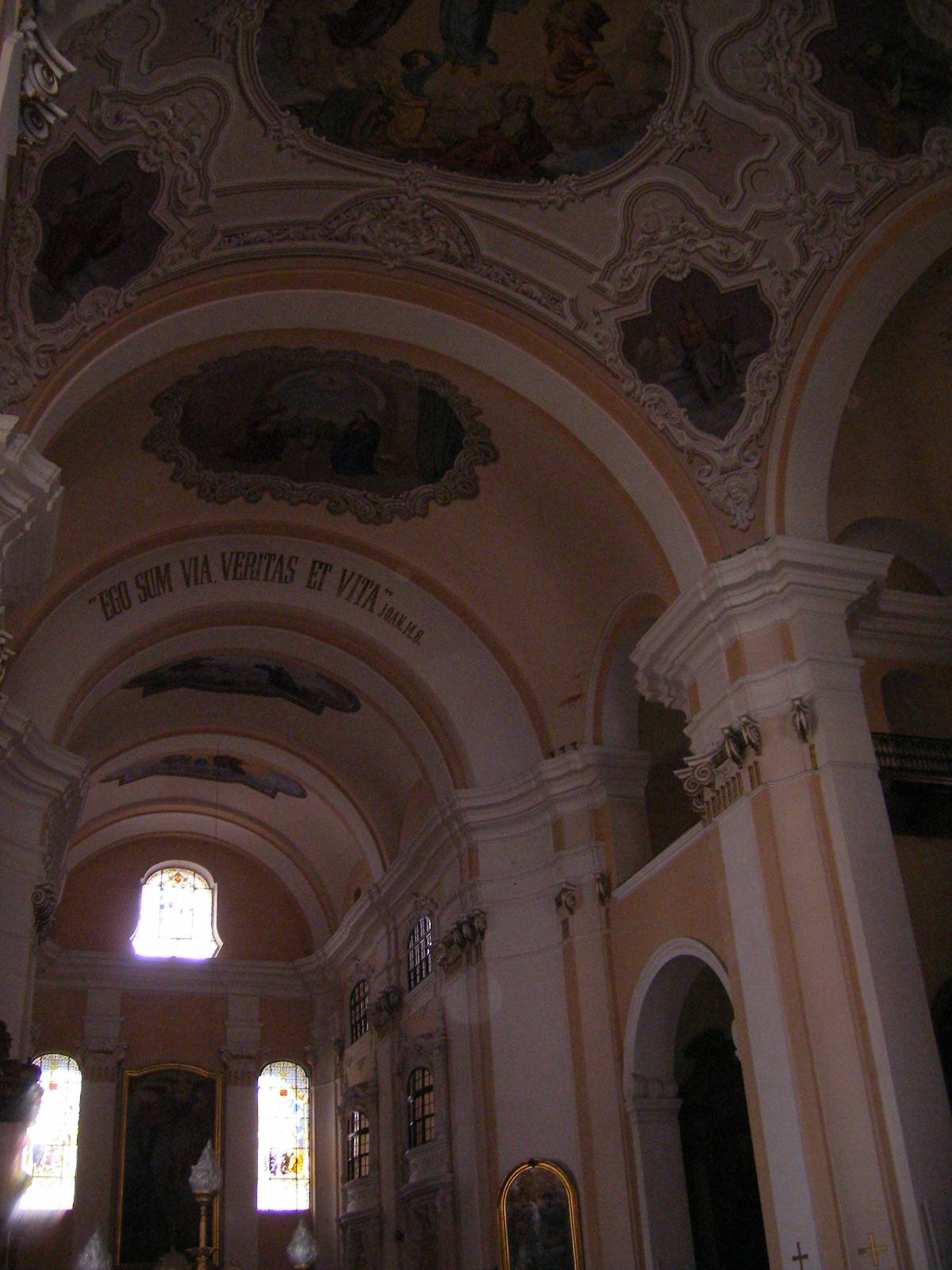
Interiorul bisericii
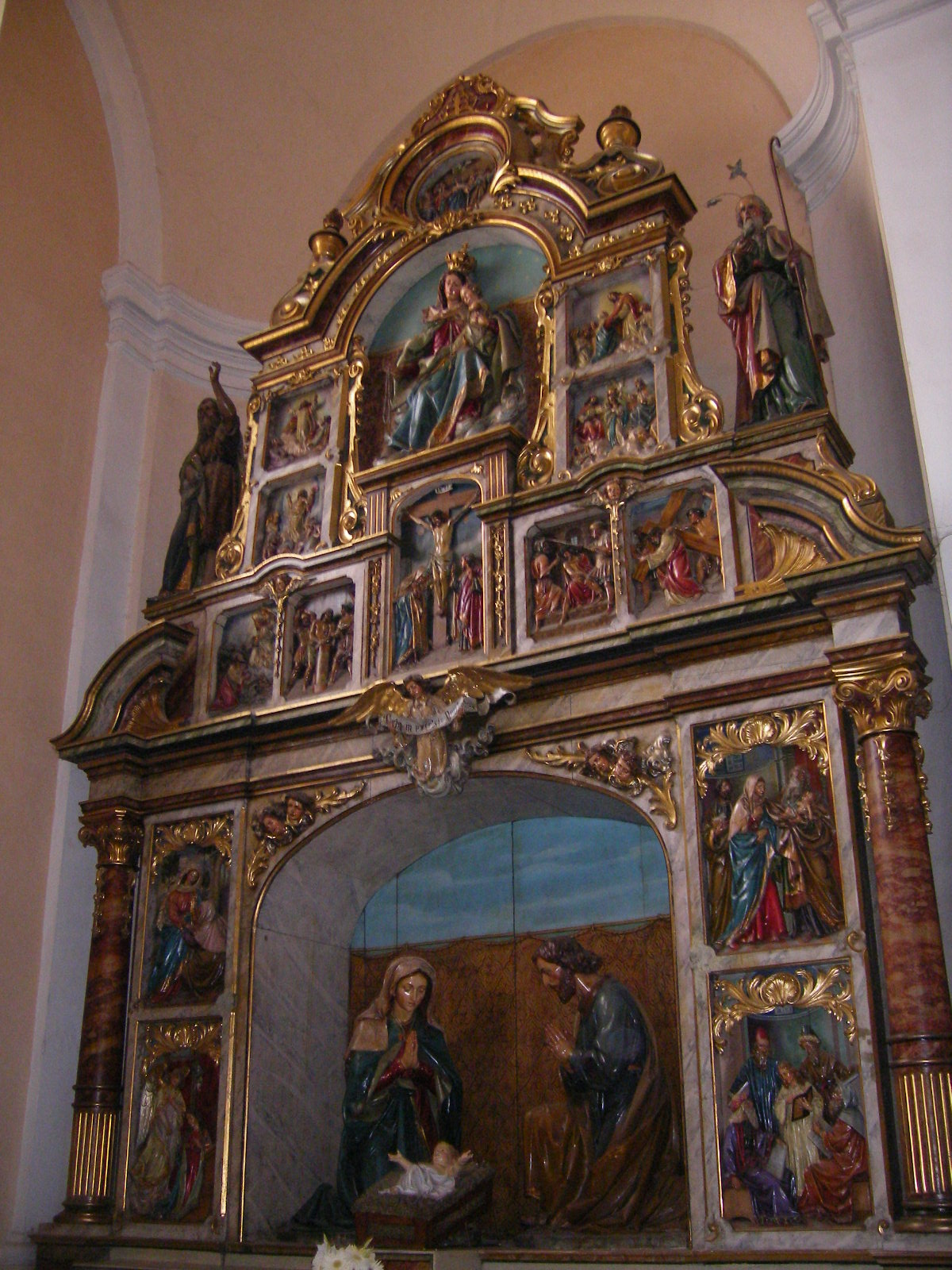
Altar lateral
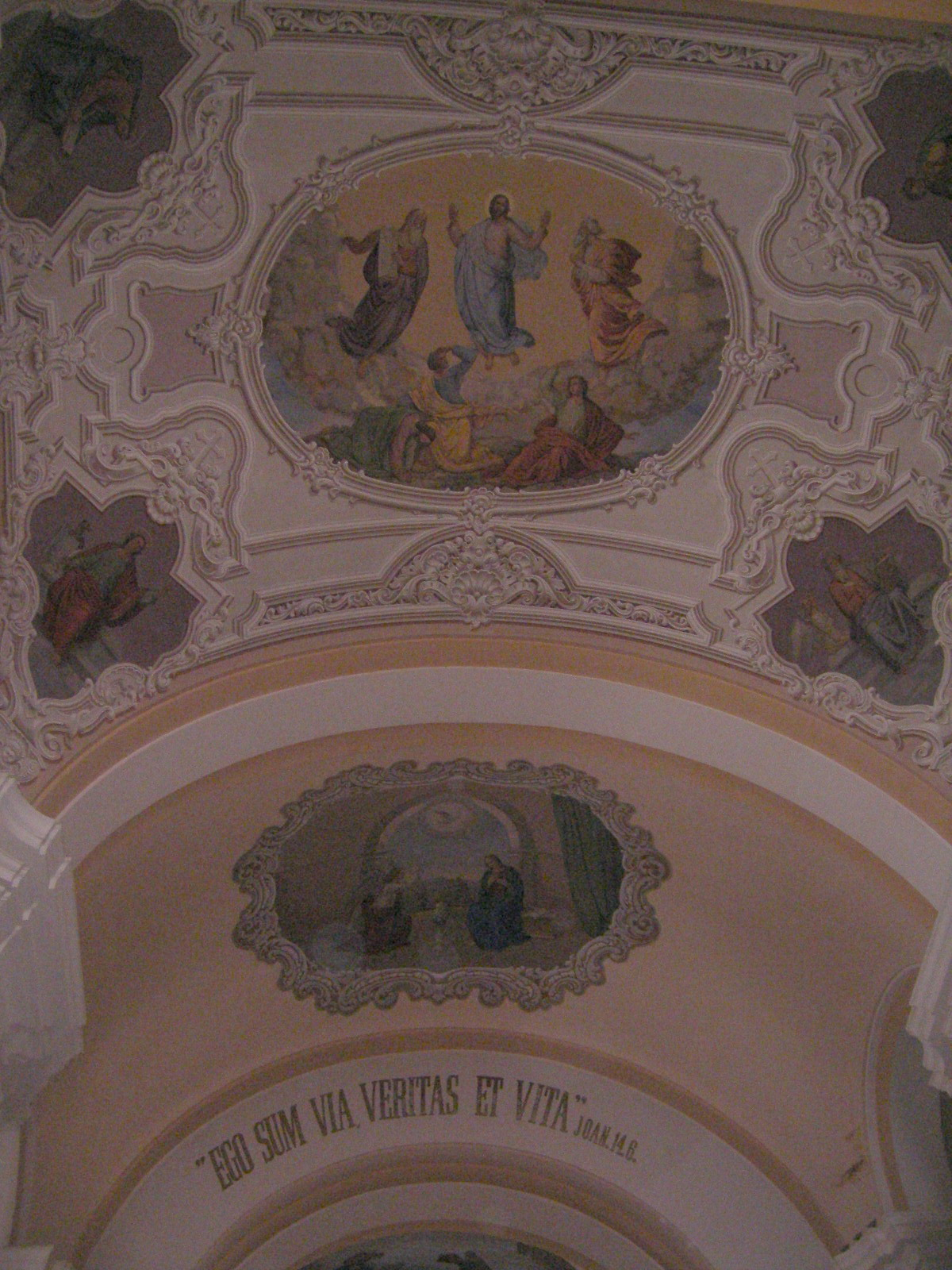
Fresca de pe tavan
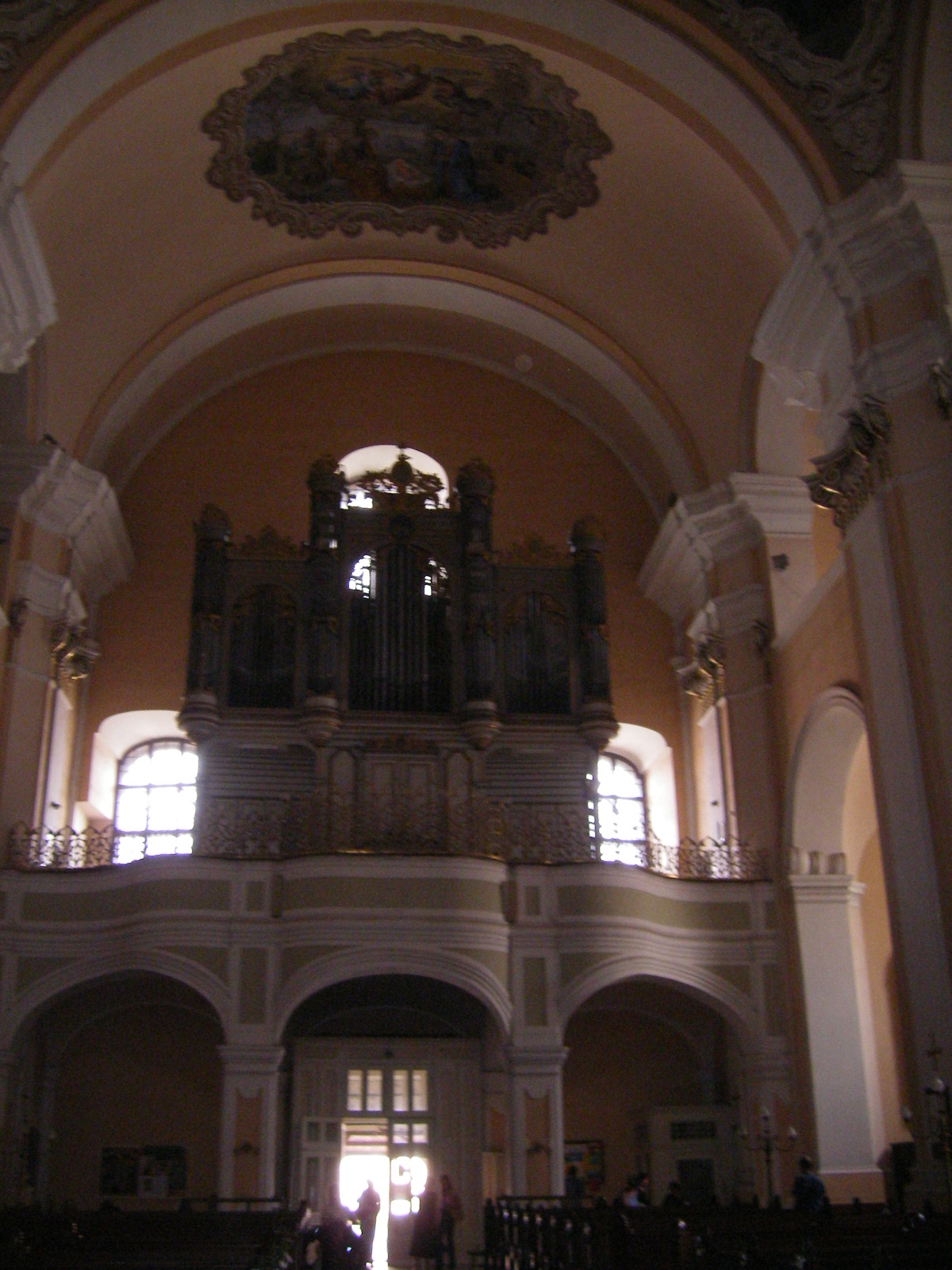
Orga

## Legături externe
- Materiale media legate de Bazilica Sfântul Andrei din Komárno la Wikimedia Commons
- Kostol Sv. Ondreja